# رابين شاريسا
رابين شاريسا (17 مايو 1991 نيبال - ) هو لاعب كرة قدم نيبالي، يلعب كمدافع.

## روابط خارجية
- رابين شاريسا على موقع قاعدة بيانات كرة القدم.إي يو (الإنجليزية)
- رابين شاريسا على موقع ناشيونال فوتبول تيمز (الإنجليزية)
- رابين شاريسا على موقع Soccerway.com (الإنجليزية)